# Mons-en-Barœul
Mons-en-Barœul là một xã ở trong tỉnh Nord ở miền bắc nước Pháp. Xã này có diện tích 2,88 km², dân số năm 1999 là 23.017 người. Xã nằm ở khu vực có độ cao trung bình 31 mét trên mực nước biển.
Đây là ngoại ô của thành phố Lille nằm ở phía đông bắc.